# Zelking
Zelking je zřícenina hradu v obci Zelking-Matzleinsdorf v Dolních Rakousích.

## Historie
Zříceninu ve svahu zdejšího kopce obýval rakouský rod Zelking(er)ů. Poprvé v roce 1100 byl na hradě uveden Werner z Zelkingu. 
Až do roku 1802 byl hrad v držení hrabat Sinzendorfů.
Pozdějšími majiteli byli hrabata z Rohrau a rodina Galgozy-Galantha. Koncem 19. a začátkem 20. století hrad začal pustnout.
Z hradu pocházela Petrissa z Zelkingu († 1318), kterou si vzal za manželku Jindřich II. z Lichtenštejna († 1314).
Dnes je zřícenina jen ukázkou kamenické práce 12. až 16. století.